# Adam Curtis
Adam Curtis, född den 26 maj 1955 i Dartford, är en brittisk dokumentärfilmare som även har arbetat som manusförfattare och TV-producent.
Han är känd för att göra filmer och tv-serier som behandlar olika typer av politiska ämnen och har kanske främst uppmärksammats för dokumentärserien The Power of Nightmares, som tar upp kopplingen mellan amerikansk neokonservatism och radikal islamism.
En annan uppmärksammad serie är The Trap som granskar den idéhistoriska bakgrunden till dagens anglosaxiska samhällsklimat. Han har även medverkat i produktionen av dokumentärserien The Century of the Self som behandlar pr-industrins inflytande på människor i västvärlden. 
År 2022 sändes på BBC serien Ryssland 1985–1999. Traumazone om både kommunismens och demokratins kollaps i Ryssland.